# 2194 Arpola
2194 Arpola eller 1940 GE är en asteroid i huvudbältet som upptäcktes den 3 april 1940 av den finske astronomen Yrjö Väisälä vid Storheikkilä observatorium. Den är uppkallad efter Arpola, en plats utanför Åbo.
Asteroiden har en diameter på ungefär 9 kilometer.